# Zwarte phoebe
De zwarte phoebe (Sayornis nigricans) is een zangvogel uit de familie Tyrannidae (tirannen).

## Verspreiding en leefgebied
Deze soort komt voor van de Verenigde Staten tot Argentinië en telt zes ondersoorten:
- S. n. nigricans: centraal Mexico.
- S. n. semiater: de westelijke Verenigde Staten en westelijk Mexico.
- S. n. aquaticus: van zuidelijk Mexico tot Nicaragua.
- S. n. amnicola: Costa Rica en westelijk Panama.
- S. n. angustirostris: van oostelijk Panama, noordelijk Colombia en westelijk Venezuela tot Peru.
- S. n. latirostris: Bolivia en noordwestelijk Argentinië.

## Status
De grootte van de populatie is in 2019 geschat op 5 miljoen volwassen vogels. Op de Rode lijst van de IUCN heeft deze soort de status niet bedreigd.